# Kolursari
Kolursari is een bestuurslaag in het regentschap Pasuruan van de provincie Oost-Java, Indonesië. Kolursari telt 7047 inwoners (volkstelling 2010).